# Melanagromyza lustralis
Melanagromyza lustralis är en tvåvingeart som beskrevs av Spencer 1959. Melanagromyza lustralis ingår i släktet Melanagromyza och familjen minerarflugor. Inga underarter finns listade i Catalogue of Life.